# Glyptomorpha albomacula
Glyptomorpha albomacula är en stekelart som först beskrevs av Josef Fahringer 1928.  Glyptomorpha albomacula ingår i släktet Glyptomorpha och familjen bracksteklar. Inga underarter finns listade i Catalogue of Life.